# Bathyagonus nigripinnis
Bathyagonus nigripinnis és una espècie de peix pertanyent a la família dels agònids.

## Descripció
- Fa 24,2 cm de llargària màxima (normalment, en fa 20)
- Aleta caudal arrodonida.
- Totes les aletes són molt fosques.[4][5]

## Depredadors
A les illes Kurils és depredat per Anoplopoma fimbria i a Rússia per Bathyraja aleutica.

## Hàbitat
És un peix marí, demersal i de clima boreal (1 °C-4 °C; 62°N-34°N, 157°E-120°W) que viu entre 18 i 1.290 m de fondària (normalment, entre 400 i 700).

## Distribució geogràfica
Es troba al Pacífic nord: Rússia, el Canadà i els Estats Units (incloent-hi Alaska).

## Longevitat
La seua esperança de vida és de 9 anys.

## Observacions
És inofensiu per als humans.